# Anolis lionotus
Anolis lionotus – gatunek częściowo wodnej jaszczurki z rodziny Anolidae. Występuje endemicznie w Panamie.

## Systematyka
Nie ma pewności, czy rzeczywiście A. lionotus zasługuje na miano odrębnego gatunku, być może należy go połączyć w jeden gatunek z Anolis oxylophus. Zwierzę zalicza się w każdym razie do rodzaju Anolis, klasyfikowanego obecnie w monotypowej rodzinie Anolidae. W przeszłości rodzaj ten zaliczany był do licznej w gatunki rodziny legwanowatych (Iguanidae).

## Rozmieszczenie geograficzne
Jaszczurka ta zamieszkuje tereny położone w zachodniej i środkowej Panamie od strony Atlantyku, zahaczając na wschodzie aż do okolic Kanału Panamskiego. Sięga od poziomu morza do 850 m n.p.m.

## Siedlisko
Za siedlisko tego gada uchodzą wilgotne lasy nizinne i podgórskie, często w okolicach strumieni. Wiedzie on częściowo wodny tryb życia.

## Status zagrożenia i ochrona
W Czerwonej księdze gatunków zagrożonych IUCN Anolis lionotus jest klasyfikowany jako gatunek najmniejszej troski (LC, ang. Least Concern). Gatunek jest pospolity, a jego liczebność utrzymuje się na stabilnym poziomie.
IUCN jako główne zagrożenie podaje deforestację spowodowaną urbanizacją i rolnictwem. Zwierzę spotykane jest na kilku obszarach objętych ochroną.